# Monastero di San Teonisto
Il monastero dei Santi Pietro, Paolo e Teonisto poi semplicemente monastero di San Teonisto si trovava a Casier, nell'attuale provincia di Treviso.

## Storia
Il monastero è citato per la prima volta nel 710 ed è per questo considerato il più antico del Trevigiano. Il documento in questione riguarda una donazione (servi e mulini) fatta da Alfredo, Annuario e Garone al Sco. Petro, et Sco. Paulo, et Sco. Theonist. Monasterio qui est constitutus in loco qui dicitur Civitatecla.
Civitatecla è un antico toponimo, oggi scomparso, con il quale si indicava probabilmente un insediamento militare bizantino a cui doveva essere annesso un luogo di culto intitolato a San Teonisto. La fortezza andò distrutta durante l'invasione longobarda, ma la cappella fu recuperata per l'insediamento monastico. Un documento dell'811, infatti, ricorda che il convento sorgeva super Civitatecla, quindi sulle rovine della stessa.
Dipendente dall'abbazia veronese di San Zeno, fu fondato in una zona paludosa, affinché potesse essere risanata tramite l'assidua opera dei monaci benedettini.
È probabile che durante la conquista franca del Regno Longobardo il convento fosse stato distrutto e poi ricostruito. A partire dall'811, infatti, i documenti antichi lo indicano come "monastero nuovo".
Pur appartenendo da San Zeno, San Teonisto era un'istituzione notevole, da cui dipendevano varie altre chiese conventi (il monastero di San Martino Urbano a Treviso e le chiese di Merlengo, Visnadello, Bonisiolo, Breda e Cendon). Dalla seconda metà del XIII secolo, tuttavia, non viene più citato, essendo probabilmente passato, come altri beni trevigiani dell'abbazia veronese, ai Cavalieri Templari.
Il complesso sorgeva verosimilmente nei pressi dell'attuale parrocchiale di Casier, tutt'oggi intitolata a San Teonisto.